# Фірас Катуссі
Фірас Катуссі (араб. فراس القطوسي, нар. 6 вересня 1995) — туніський тхеквондист, олімпійський чемпіон 2024 року.

## Виступи на Олімпіадах
| Олімпіада  | Дисципліна | Місце |
| ---------- | ---------- | ----- |
| Париж 2024 | до 80 кг   | 1     |